# Lorenzo Manta
Lorenzo Manta (Winterthur, 17 de Setembro de 1974) é um ex-tenista profissional suíço, seu melhor ranking foi de N. 103 em simples, e N. 82 em duplas na ATP.

## Biografia
Lorenzo Manta, filho do ex-jogador suíço Leonardo Manta, profissionalizou-se em 2002, até então a o tênis da Suíça, contava como grande expoente Marc Rosset, em 1995 começou a representar a Equipe Suíça de Copa Davis, até 2001, 1996 jogou seu primeiro Grand Slam, o Torneio de Wimbledon de 1996, perdendo para o russo Alexander Volkov, três anos depois, fez seu melhor Grand Slam, em Wimbledon 1999, chegou a quarta rodada, na primeira partida venceu o britânico Tom Spinks, na segunda rodada, encarou e venceu o estadunidense Jan-Michael Gambill, então N. 49 da ATP, o feito maior veio depois, vencendo o holândes Richard Krajicek, que tinha sido campeão em 1996 por  (6-3, 7-6(5), 4-6, 4-6, 6-4), porfim foi derrotado pelo brasileiro Gustavo Kuerten, por (3-1), encerrando assim seu melhor Slam, ainda foi vice-campeão em duplas, na parceria de Mark Keil, perdendo a final do Open de Tashkent, para Oleg Ogorodov e Marc Rosset. Em 2002 abandonou o circuito após problemas fisicos.